# Municipio de Erie (Illinois)
El municipio de Erie (en inglés: Erie Township) es un municipio ubicado en el condado de Whiteside en el estado estadounidense de Illinois. En el año 2010 tenía una población de 2006 habitantes y una densidad poblacional de 31,38 personas por km².

## Geografía
El municipio de Erie se encuentra ubicado en las coordenadas 41°38′49″N 90°7′30″O / 41.64694, -90.12500. Según la Oficina del Censo de los Estados Unidos, el municipio tiene una superficie total de 63.92 km², de la cual 62,14 km² corresponden a tierra firme y (2,79 %) 1,78 km² es agua.

## Demografía
Según el censo de 2010, había 2006 personas residiendo en el municipio de Erie. La densidad de población era de 31,38 hab./km². De los 2006 habitantes, el municipio de Erie estaba compuesto por el 98,11 % blancos, el 0,25 % eran afroamericanos, el 0,1 % eran amerindios, el 0,2 % eran asiáticos y el 1,35 % eran de una mezcla de razas. Del total de la población el 1,15 % eran hispanos o latinos de cualquier raza.